# Feldstraße 34–36
Das Haus Feldstraße 34–36 in Düsseldorf-Pempelfort wurde von 1950 bis 1954 nach Entwürfen des Architekten Josef Lehmbrock errichtet. Auf die Lehrerin Beatrice Strauss, eine 1941 deportierte und ermordete Bewohnerin des im Zweiten Weltkrieg zerstörten Vorgängerbaus, verweist ein Stolperstein vor dem Hauseingang.

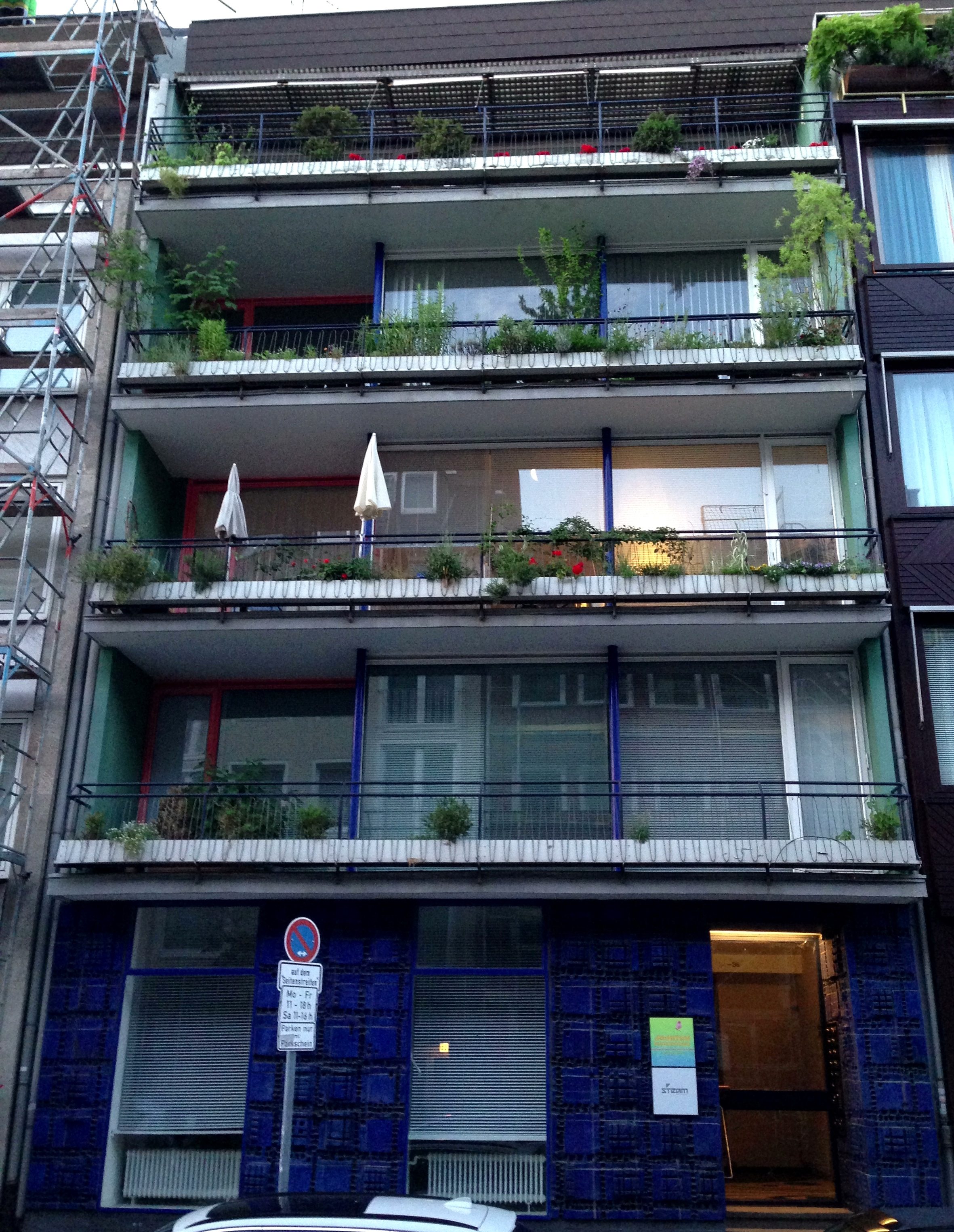
Feldstraße 34
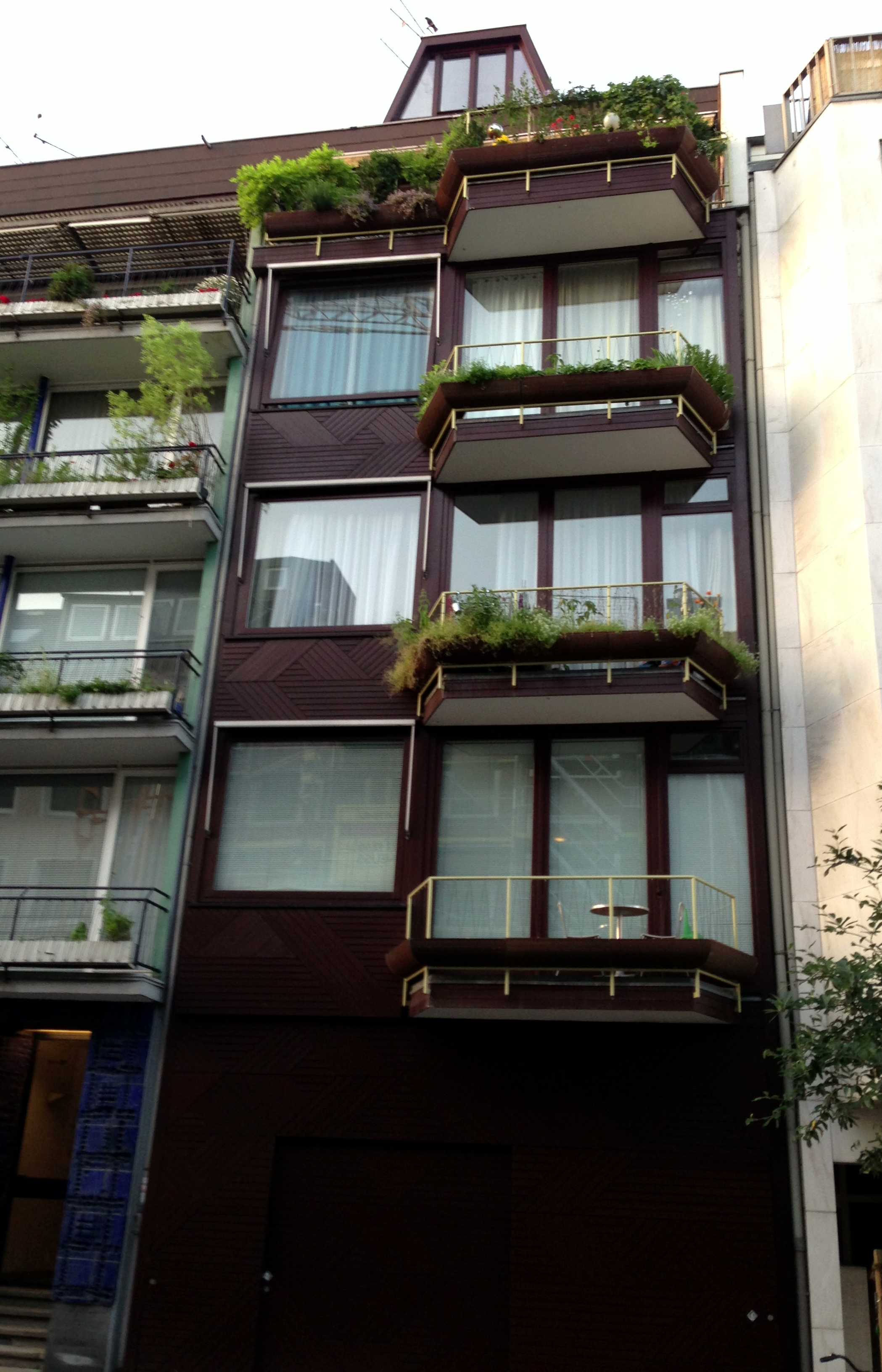
Feldstraße 36
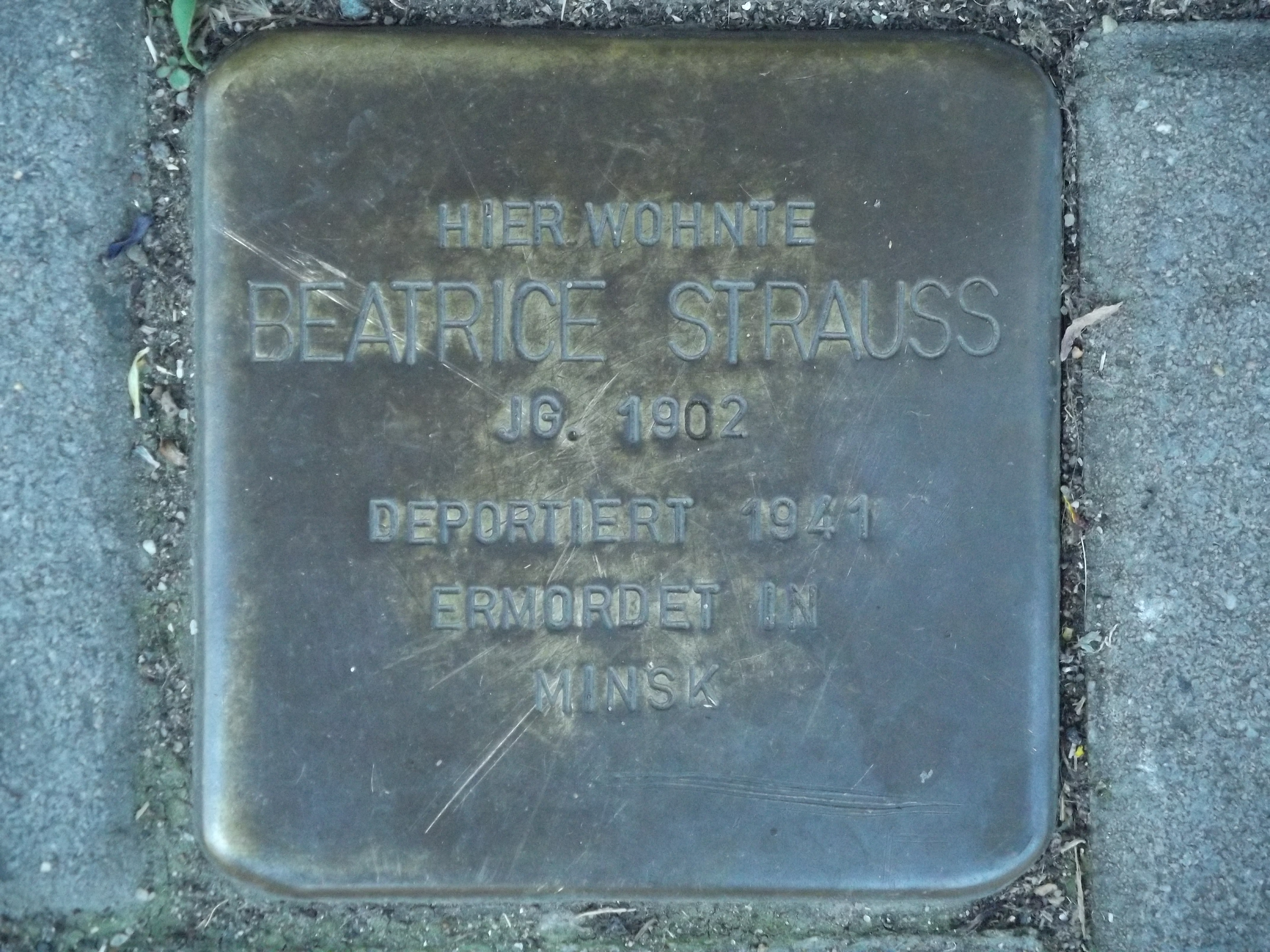
Stolperstein für Beatrice Strauss

## Beschreibung
1950 begann Lehmbrock, auf dem Ruinengrundstück Feldstraße 34, des ehemaligen Eigentums von Salomon Loeb, zwischen noch erhaltenen Gründerzeitbauten einen Neubau zu errichten. Errichtet wurde zuerst das Erdgeschoss. Die noch erhaltenen Außenmauern des Vorgängerbaus wurden mit einer vorgehängten Glasfassade verkleidet. Das Haus ist zur Straßenseite vollständig verglast und zeigt einen Aluminiumrahmen. Bis 1954 wurden fünf Obergeschosse auf das Erdgeschoss aufgesetzt. An der Gestaltung des Hauses wirkte die Bildhauerin Anneliese Langenbach mit. Sie gab der Fassade des Erdgeschosses eine neue Verkleidung aus blauen Keramikfliesen. 1980 erwarb Lehmbrock das Nachbargebäude Feldstraße 36 und errichtete einen Anbau. Diese Fassade zeigt diagonal verlegte Holzlatten nach einem Entwurf von Beate Schiff. Beide Häuser haben einen gemeinsamen Zugang und ein gemeinsames Tonnendach, errichtet in einer Zollinger-Konstruktion. In dem Dach befanden sich die Wohnung und das Atelier des Architekten Josef Lehmbrock.